# Abdul Majid Hassan
Abdul Majid Hassan (gest. 1408 in Nanjing), auch Maharaja Karna (麻那惹加那),  war ein Herrscher von Brunei. Er besuchte mit einer Entourage von mehr als hundertfünfzig Personen China und starb in Nanjing. Er wurde am Südhang des Wugui Shan („Schildkrötenberg“) begraben. Sein Sohn war Xiawang (遐旺,  Hsia-wang).
Bezüglich dieses Herrschers (Sultans) und der Ankunft des Islams in Brunei herrscht(e) unter den Gelehrten Uneinigkeit, die von Rozan Yunos so zusammengefasst wurde:

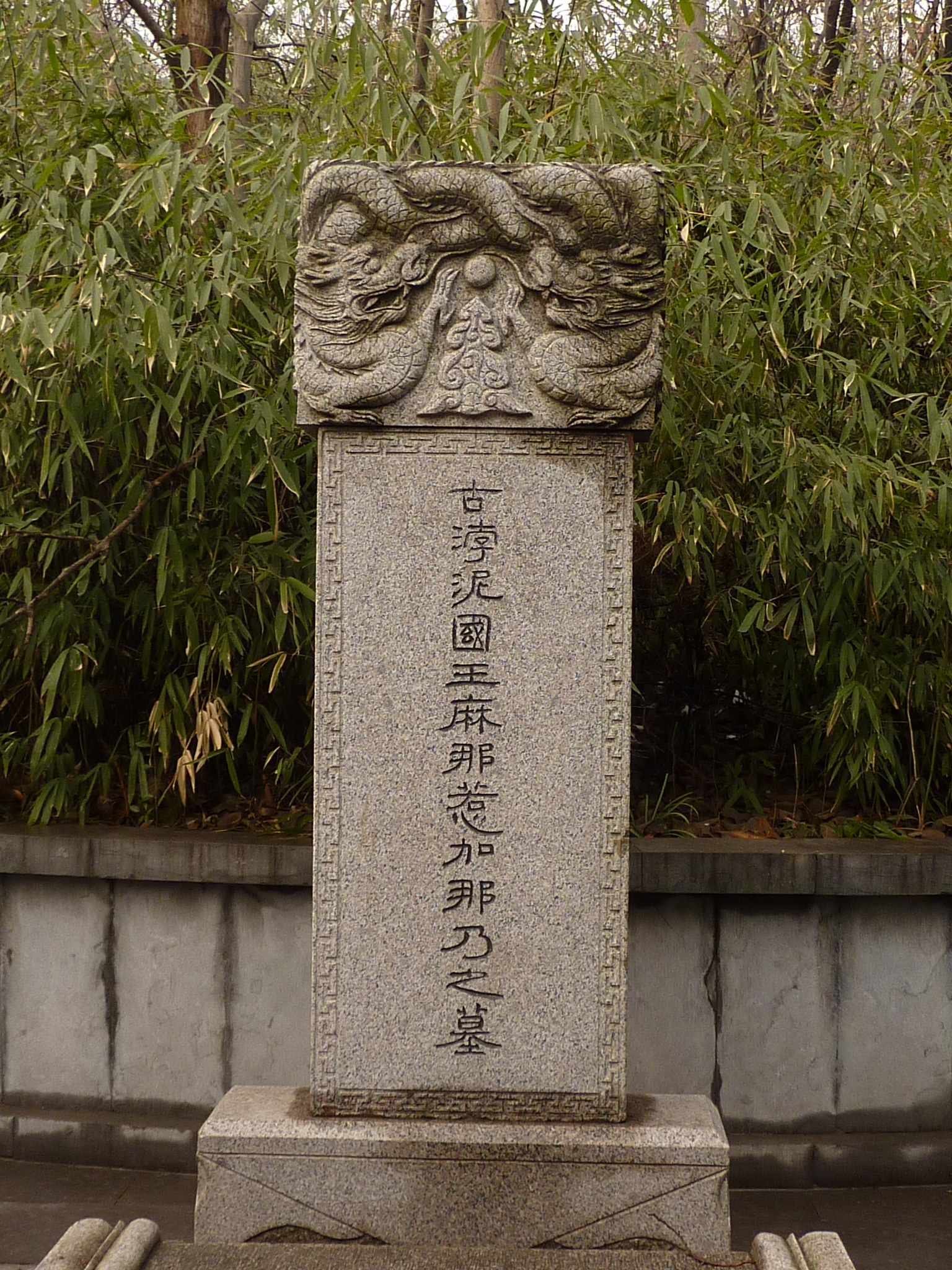
Grabstele (moderne Aufschrift:)

„Robert Nicholl, a former Brunei Museum Curator argued in another paper entitled "Notes on Some Controversial Issues in Brunei History" in 1980 that the name Ma-ho-mo-sa could be pronounced as Maha Moksha which means Great Eternity. Maha Mokhsa would make it a Buddhist name. Nicholl goes on to argue that even the Brunei Sultan who died in Nanjing in 1408 was not a Muslim. Another European Historian, Pelliot, Ma-na-jo-kia-nai-nai was reconstituted as Majarajah Gyana (nai). But the closest title would have been Maharaja Karna. However Brunei historians have stated that the King was Sultan Abdul Majid Hassan who would have been the second Sultan of Brunei.“

Übersetzung

„Robert Nicholl, ein ehemaliger Kurator des Brunei-Museums, vertrat 1980 in einer anderen Abhandlung mit dem Titel "Notes on Some Controversial Issues in Brunei History" die Ansicht, dass der Name Ma-ho-mo-sa als Maha Moksha ausgesprochen werden könne, was Große Ewigkeit bedeutet. Maha Moksha wäre somit ein buddhistischer Name. Nicholl behauptet weiter, dass der Sultan von Brunei, der 1408 in Nanjing starb, nicht einmal Muslim war. Ein anderer europäischer Historiker, Pelliot, stellte Ma-na-jo-kia-nai-nai als Majarajah Gyana (nai) wieder her. Der nächstliegende Titel wäre jedoch Maharaja Karna gewesen. Die Historiker Bruneis haben jedoch erklärt, dass der König Sultan Abdul Majid Hassan war, der der zweite Sultan von Brunei gewesen sei.“

## Grab
Sein Grab (Boni guowang mu 浡泥国王墓; 31.978471°N/118.751424°E) aus der Zeit der Ming-Dynastie im Stadtbezirk Yuhuatai von Nanjing steht seit 2001 (5–160) auf der chinesischen Denkmalsliste. Es war über Hunderte von Jahren in Vergessenheit gerieten, bis es 1958 wiederentdeckt wurde.